# Adel Nefzi
Adel Nefzi (arab. ياسين الشيخاوي, ur. 16 marca 1974 w Badży) – piłkarz tunezyjski grający na pozycji bramkarza.

## Kariera klubowa
Nefzi pochodzi z miasta Badża. Tam też rozpoczął piłkarską karierę w klubie Olympique Béja i w jego barwach w 1994 roku zadebiutował w lidze tunezyjskiej. Występował w nim do 2005 roku, ale nie odniósł większych sukcesów. Latem 2005 przeszedł do US Monastir, gdzie grał przez kolejne 2 lata, a w 2007 roku został piłkarzem stołecznego Club Africain. W 2012 roku zakończył karierę

## Kariera reprezentacyjna
W reprezentacji Tunezji Nefzi zadebiutował 9 stycznia 2010 roku w przegranym 1:2 towarzyskim meczu z Gambią. W 2006 roku był trzecim bramkarzem na Mistrzostwa Świata w Niemczech. W 2008 roku został powołany przez Rogera Lemerre do kadry na Puchar Narodów Afryki 2008, a w 2010 roku był w kadrze na Puchar Narodów Afryki 2010. W kadrze narodowej rozegrał 1 mecz.